# イポリト・ボナヴェントゥラ・カロン
イポリト・ボナヴェントゥラ・カロン（Hipólito Boaventura Caron、1862年3月27日 - 1892年3月15日）はブラジルの画家である。ドイツ生まれでブラジルで活動した画家、ゲオルク・グリムから教えを受けた、ブラジル人画家の一人である。

## 略歴
リオデジャネイロのResendeで生まれた。ジュイス・デ・フォラの学校で学んだ。1880年にブラジル帝国美術アカデミー(Academia Imperial de Belas Artes)に入学し、ドイツ生まれで1878年頃からブラジルに滞在し、1882年から1884年の間、美術アカデミーの教授であったゲオルク・グリムを中心とする「グリム・グループ」(Grupo Grimm)のメンバーになった。このグループにはアントニオ・パレイラス、ジョヴァンニ・バッティスタ・カスタニェートといった画家たちがいた。美術アカデミーで学びながら、工芸の専門学校(Liceu de Artes e Ofícios do Rio de Janeiro)で美術を教えた。教育方法に関する対立からアカデミーの教授を辞めたグリムとともに、カロンもアカデミーを辞めて、ニテロイで野外美術教室を主催した。
1885年に友人たちの援助によってヨーロッパに渡り、3年間ヨーロッパで修行した。フランスの風景画家、エクトール・アノトーの画塾で学び、ブルターニュやノルマンディーで活動した。3年後にブラジルに戻り、劇場や新聞社の壁画などの仕事もしたが1892年に黄熱病に罹りジュイス・デ・フォラで30歳で亡くなった。

## 作品

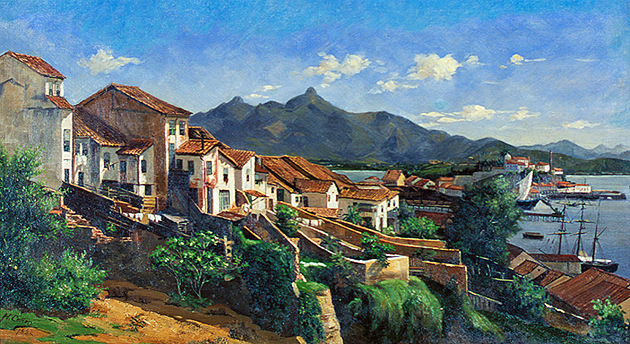
リオデジャネイロの風景 (1882)
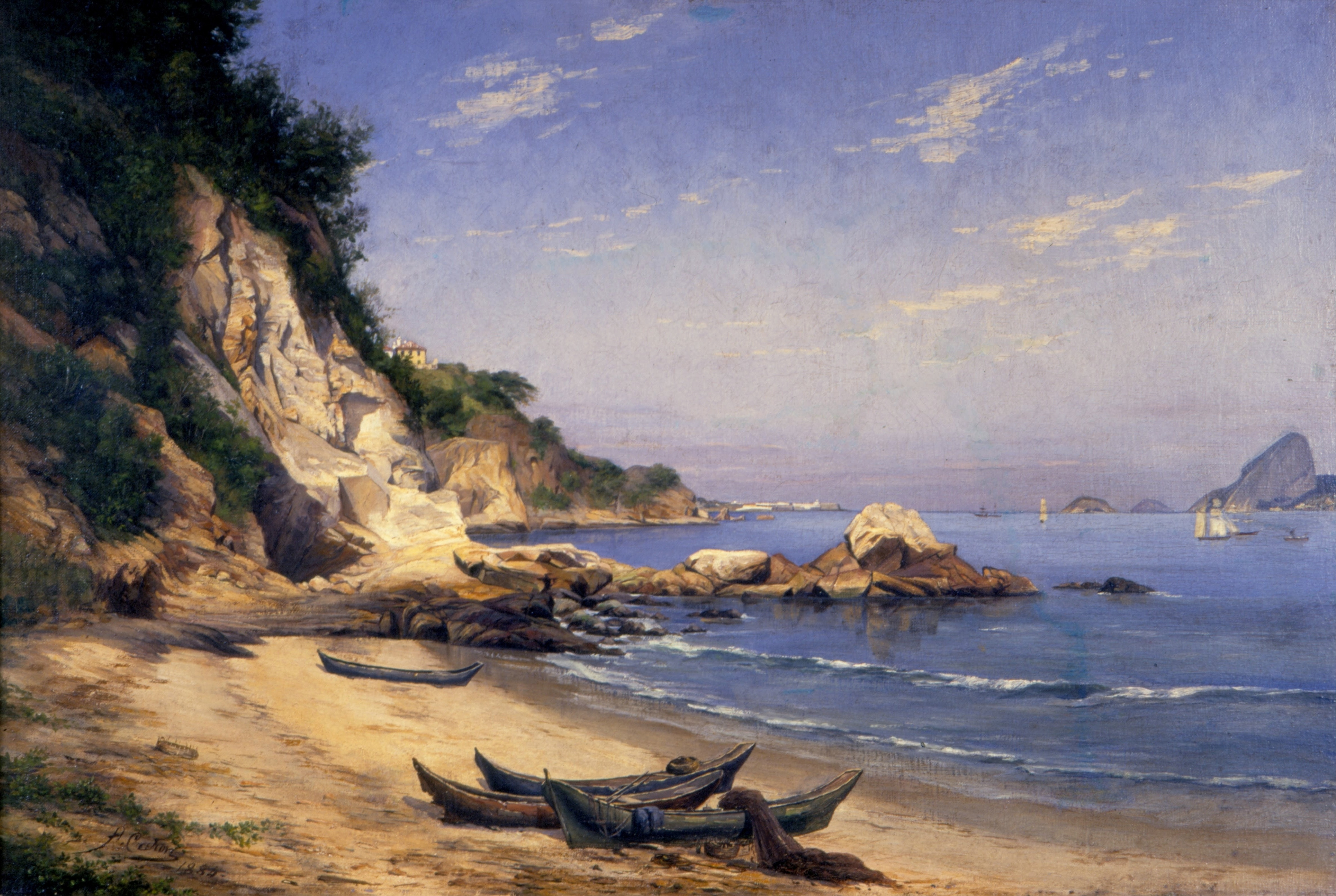
ニテロイの海岸(1884)
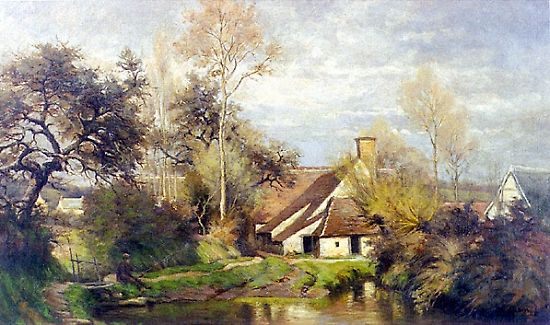
小川と家のある風景 (1887)
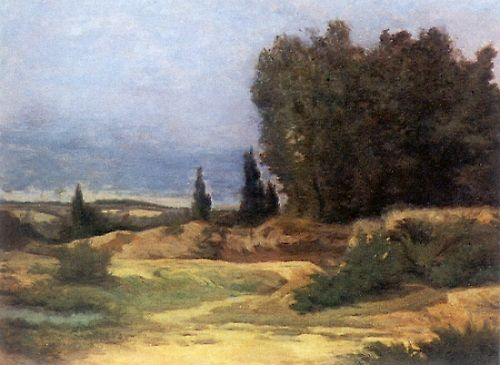
パリ郊外 (1886)
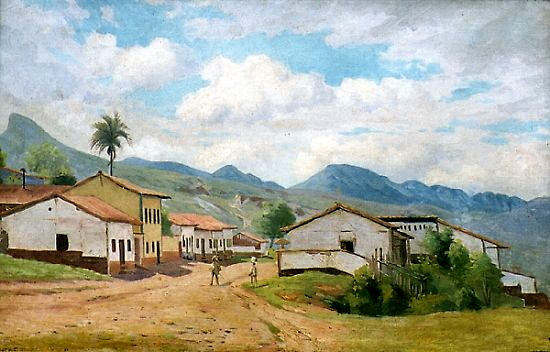
(1891)
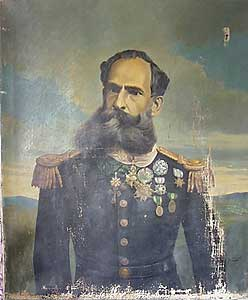
(1889)